# قضب طحيني
قضب طحيني أو طريح أو قره أو سرح (الاسم العلمي:Cadaba farinosa) هو نوع من النباتات يتبع جنس القضب من الفصيلة القبارية. يُسمّى في كتب العربية السَّرْح، قال ابن سيده: وللسرح عنب يُسمّى الآء واحدته آءةٌ وهو يشبه الزيتون.